# Фабиан Мюлер
Фабиан Мюлер (на немски: Fabian Müller, роден на 6 ноември 1986 в Бад Райхенхал) е германски футболист, защитник. От зимата на 2009 г. е футболист на втородивизионния германски отбор Кайзерслаутерн.

## Кариера
Въпреки че предпочита да играе на поста офанзивен полузащитник, Мюлер е използван предимно като ляв външен защитник. Започва да играе футбол в Шьонау, а по-късно преминава във футболния отбор на Бишофсвийзен, където е открит за юношеския отбор на Байерн Мюнхен. През 2005 г. Фабиан Мюлер е картотекиран в дублиращия отбор на баварците, където се изявява от лявата страна на защитата и играе в Регионална лига Юг.
За сезона 2007/08 Мюлер е привлечен в Ерцгебирге Ауе с двегодишен договор. Професионалният му дебют е на 25 септември 2007 г. при 2:2 срещу Хофенхайм, когато изиграва пълни 90 минути. Въпреки изпадането на Ерцгебирге Ауе от Втора Бундеслига, футболистът подписва нов договор до 2010 г.
През зимната пауза на следващия сезон Мюлер отива в Кайзерслаутерн, подписвайки контракт за две години и половина срещу сумата от 50.000 евро.
Фабиан Мюлер играе за националните отбори на Германия до 16 и до 18 години общо 20 пъти.